# Cordiera hadrantha
Cordiera hadrantha là một loài thực vật có hoa trong họ Thiến thảo. Loài này được (Standl.) C.H.Perss. & Delprete mô tả khoa học đầu tiên năm 2006.